# 테드 나이트

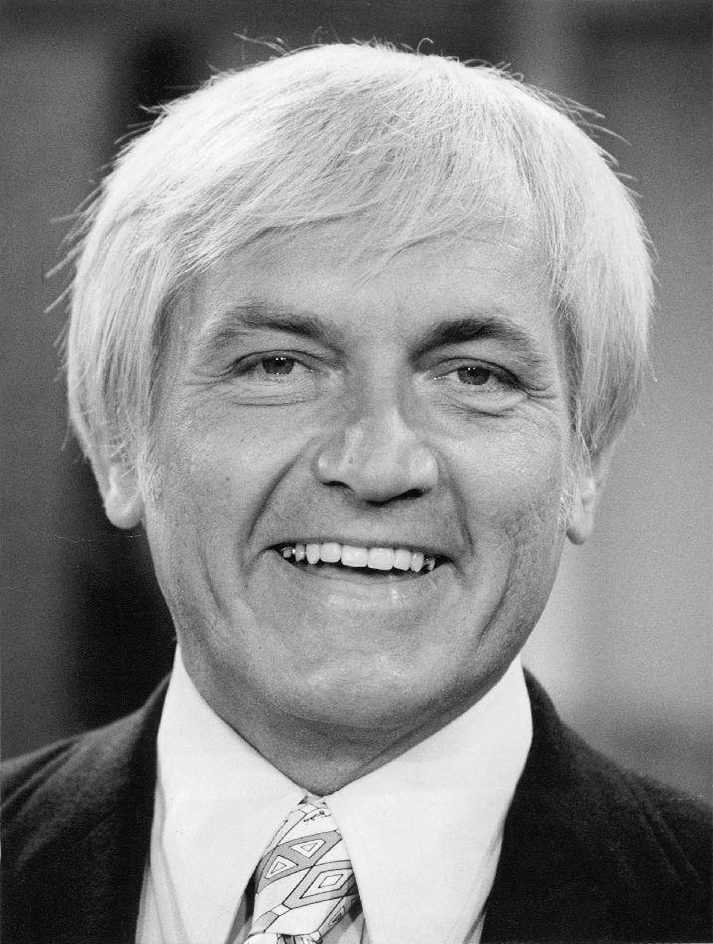

테드 나이트(Ted Knight, 1923년 12월 7일 ~ 1986년 8월 26일)는 미국의 배우, 텔레비전 배우, 성우이다.
글렌데일에서 사망하였다. 사인은 대장암이다.  포리스트 론 메모리얼 파크에 매장되었다.

## 영화
- 캐디쉑 (1980년) - 엘리후 스메일스 판사 역
- 사랑의 유람선 (1977년)
- 래시 구조대 (1973년)
- 매시 (1970년)
- 데이빗 프로스트 쇼 (1969년)
- 카운트다운 (1968년)
- 배트맨과 슈퍼맨 (1968년)
- 인베이더 - 시리즈 (1967년)
- 마그마 탐험대 (1967년)
- FBI (1965년)
- 겟 스마트 (1965년)
- 도망자 (1963년)
- 전투 (1962년)
- 투 로드 투게더 (1961년)
- 싸이코 (1960년)
- 추격 (1959년)
- 보난자 (1959년)
- 딜론 보안관 (1955년)